# 32 Samodzielna Kompania Czołgów Rozpoznawczych
32 Samodzielna Kompania Czołgów Rozpoznawczych – pancerny pododdział rozpoznawczy Wojska Polskiego II Rzeczypospolitej.
Kompania nie występowała w pokojowej organizacji wojska. Została sformowana w dniach 24–25 sierpnia 1939 roku w Grodnie w grupie jednostek oznaczonych kolorem żółtym z przeznaczeniem dla Armii „Łódź” – 10 DP. Jednostką mobilizującą był 7 batalion pancerny.
Na wyposażeniu posiadała 13 czołgów rozpoznawczych TKS.

## Obsada personalna
Obsada w dniu 1 września 1939 roku:
- dowódca kompanii – kpt. Florian Kaźmierczak († 5 IX 1939)
- dowódca 1 plutonu – chor. Kazimierz Kuźniacki
- dowódca 2 plutonu – ppor. rez. Wacław Trzeciak
- dowódca plutonu techniczno-gospodarczego – por. Stefan Kawecki

## Skład kompanii

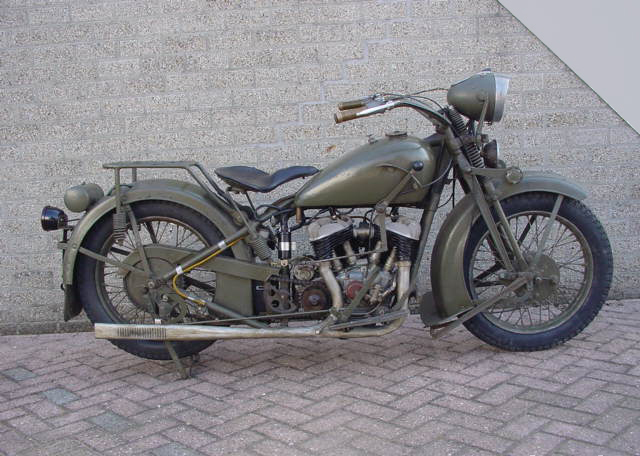
Motocykl Sokół 1000

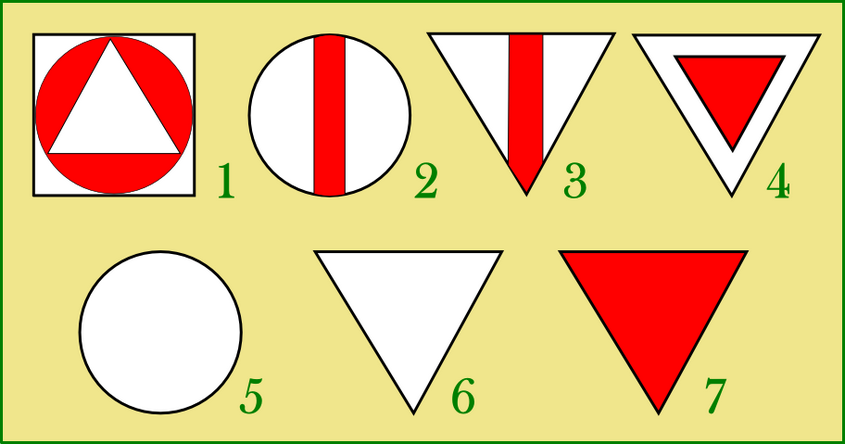
Znaki taktyczne malowane na czołgach lekkich i rozpoznawczych

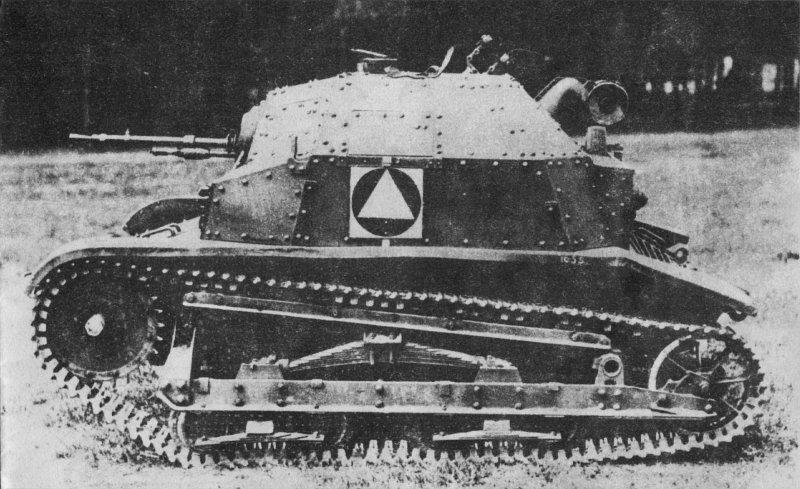
TKS -czołg podstawowy kompanii

Poczet dowódcy
- gońcy motocyklowi
- drużyna łączności
  - patrole:

radiotelegraficzny
łączności z lotnictwem
- sekcja pionierów

Razem w dowództwie
1 oficer, 7 podoficerów, 21 szeregowców;
1 czołg, 1 samochód osobowo–terenowy, 2 samochody z radiostacjami N.2, furgonetka, 4 motocykle.
2 x pluton czołgów
1 oficer, 7 podoficerów, 7 szeregowców
6 czołgów, 1 motocykl, przyczepa towarzysząca
pluton techniczno - gospodarczy
- drużyna techniczna
- drużyna gospodarcza
- załogi zapasowe
- tabor

Razem w plutonie
1 oficer, 13 podoficerów, 18 szeregowców
5 samochodów ciężarowych, samochód-warsztat, cysterna, 1 motocykl, transporter czołgów, 2 przyczepy na paliwo, kuchnia polowa

## Pojazdy kompanii przekazane Węgrom
22 września zdano w Beregszasz:
- 1 czołg rozpoznawczy TK
- 7 samochodów ciężarowych Polski Fiat[b]
- 1 „łazik”
- 1 motocykl CWS